# جلال زاده مصطفى جلبي

الدولة العثمانية من عام 1481م إلى 1683م

جلال زاده مصطفى چلبي (بالتركية: Celâlzâde Mustafa Çelebi)‏ أو مصطفى بن جلال چلبى أو مصطفى باشا النيشانجي (بالتركية: Nişancı Mustafa Paşa)‏، والمعروف أيضًا باسمه المستعار "قوجه نشانجی" (بالتركية: Ḳoca Nişancı)‏، أي "الكاتب الأكبر" أو "صاحب الختم الكبير"، (ولد حوالي عام 1490م في طوسيه، وتوفي عام 1567م في إسطنبول ) هو أحد كبار رجال الدولة ومؤرخ عثماني من القرن 16 بالدولة العثمانية. شغل منصب النيشانجي (بالتركية: nişancı)‏ في ديوان السلطان سليمان القانوني، وهو منصب رفيع كان يُعنى بختم المراسيم الرسمية وتوثيق القوانين والفرمانات، مما جعله في قلب الإدارة العثمانية. كما ترك آثارًا تاريخية مهمة جعلته يُعد من أبرز المؤرخين العثمانيين في عصره. 

## حياته
كان مصطفى هو الابن الأكبر للقاضي جلال الدين من مدينة طوسيه بشمال الأناضول. وبناءً على توصية من الصدر الأعظم پيري محمد باشا، عُيّن كاتبًا في بلاط السلطان عام 1516م، ثم عمل كاتباً خاصًا (سكرتيرًا) للصدرين الأعظمين پيري محمد باشا (1518م-1523م) وإبراهيم باشا الفرنجي (1523م-1536م).
بين عامي 1525م و1534م شغل منصب رئيس الكتّاب (reʾīsü 'l-küttāb)، أي المدير العام لديوان المراسلات.
وفي الفترتين 1534م–1556م و1566م–1567م تولّى منصب نيشانجي (بالتركية: nişancı)‏، أي "حافظ الأختام" أو "رئيس ديوان السلطنة"، وهو منصب إداري رفيع يُعد من أركان مجلس الدولة العثماني (الديوان الهمايوني).
كانت حياة جلال زاده ومسيرته المهنية متزامنة تقريبًا مع حياة السلطان سليمان القانوني وفترة حكمه، فقد تناول في مؤلفه "طبقات الممالك ودرجات المسالك" (Ṭabaḳātü 'l-Memālik ve Derecātü 'l-Mesālik)، الذي نظّمه في 30 طبقة (ṭabaḳāt) و365 درجة (derecāt)، تفاصيل اعتلاء السلطان سليمان للعرش في 30 أيلول/سبتمبر 1520م.
وفي مايو 1521م، رافق جلال زاده الصدر الأعظم پيري محمد باشا ككاتب في الحملة العسكرية ضد مملكة المجر، والتي تُوّجت بالنجاح عند الحصار الناجح لبلغراد وفتحها عام 1521م، واعتُبرت بداية الفتوحات العثماني نحو أوروبا الوسطى.
كما شارك في حصار وفتح جزيرة رودس 1522م، وقدّم وصفًا تفصيليًا لهذا الحدث في كتاب "الطبقات"، ويُعد الوصف التفصيلي لهذا الحدث من أهم المصادر التاريخية المتعلقة بذلك الحصار.
في عام 1523م، فقد الصدر الأعظم پيري محمد باشا منصبه. وفي 23 يونيو 1523م، أصبح إبراهيم باشا الفرنجي، أحد المقربين من السلطان سليمان القانوني، الصدر الأعظم الجديد، فأصبح جلال زاده سكرتيره الخاص وظل كذلك حتى إعدام إبراهيم باشا عام 1536م. كان من مهام جلال زاده مصطفى كتابة تقارير النصر الرسمية (فتح‌نامه fetiḥ-nāme) ، ومن بينها فتح‌نامه رودس (Fetiḥnāme-ı Rodos)، وقد حظيت هذه التقارير بانتشار واسع ولعبت دورًا كبيراً في تشكيل صورة السلطان سليمان القانوني وقيادته العسكرية البارعة. وقد اعتبر جلال زاده مصطفى الانتصار العثماني على مملكة المجر في معركة موهاكس 1526م مناسبة لوصف السلطان سليمان بألقاب ذات دلالة مهدوية وسياسية كبرى، مثل:
- "مهدي آخر الزمان" (mehdī-yi āḫiru 'z-zamān)
- "صاحب الاقتران العظيم" (ṣāḥib-ḳırān)

وهذان اللقبان مستمدان من التقاليد التيمورية، واستخدمهما جلال زاده مصطفى للتعبير عن الطموح العثماني بحُكم العالم، وذلك ضمن مفاهيم الحكم السياسي الإسلامي، في مقابلة ومنافسة مع الطموح العالمي المشابه للإمبراطورية الرومانية المقدسة.
في عام 1529م، كلَّف السلطان سليمان القانوني جلال زاده مصطفى بإعداد وثيقة براءة (berāt) بتعيين إبراهيم باشا الفرنجي قائداً أعلى للجيش (سرعسكر) بصلاحيات واسعة. ولأول مرة، تقاسم السلطان سليمان السلطة التي كانت في السابق محصورة في أيدي السلطان مع أعلى مسؤول إداري لديه؛ وقد برر جلال زاده مصطفى ذلك باتساع أراضي الدولة العثمانية الهائل والحاجة إلى إدارتها الفعالة. وقد عقد الباحث ك. شاهين (K. Şahin) (2013م) مقارنة بين هذا الوضع وواقع الإمبراطورية الرومانية المقدسة، حيث كان الأرشيدوق فرديناند في نفس الفترة يشغل منصبًا مماثلًا للإمبراطور شارلكان، تحت مسمى Sacre Caesare [...] in Imperio Locumtenens generalis، والذي تُرجم في الوثائق العثمانية إلى "سرلشكر" (ser-leşker) حيث أن كلمة "لَشْكَر" تعني "عسكر" بالفارسية.
أما النزاع بين شارلكان والسلطان سليمان القانوني حول السيادة العالمية، والذي دار في مملكة المجر، فقد بلغ ذروته المؤقتة في الحصار الفاشل لفيينا 1529م .
بعد وفاة مُعلّمه سيدي باي (Seydi Bey)، عُيِّن جلال زاده مصطفى سنة 1534م في منصب نشانجي (nişancı) (حافظ الخاتم أو رئيس ديوان الدولة). وحتى حوالي عام 1550م، تولّى المهام التالية:
- كتابة الرسائل باسم السلطان،
- الإشراف على توزيع إقطاعات التيمار،
- صياغة التشريعات السلطانية (ḳānūn)،

- وتطوير البيروقراطية العثمانية.

وفي مايو 1555م، صاغ معاهدة أماسيا التي أنهت الحرب العثمانية الصفوية (1532م-1555م) وحددت بشكل نهائي حدود مناطق النفوذ بين الدولتين: العثمانية والصفوية.
في عام 1556م تقاعد جلال زاده مصطفى من منصبه، ومنحه السلطان سليمان القانوني اللقب الفخري "مترفّقه باشي" (müteferriḳa-başı) (رئيس المرافقين الفخريين في البلاط). وفي هذه الفترة بدأ في تأليف كتاباته التاريخية.
وفي عام 1566م رافق السلطان سليمان في آخر حملاته العسكرية: حصار سكتوار. وفي نفس العام عيّنه السلطان سليم الثاني ابن السلطان سليمان القانوني وخليفته، مجدّدًا في منصب نشانجي، وبقي في هذا المنصب حتى وفاته سنة 1567م.

## أهميته
كان جلال زاده مصطفى، و كذلك شيخ الإسلام محمد أبو السعود أفندي، من أقرب معاوني السلطان سليمان القانوني وأكثرهم تأثيرًا. 
نشأت تحت إشراف جلال زاده مصطفى، بيروقراطية عثمانية مستقلة المعروفة بـ القلمية (ḳalemiyye) كما تبلورت الهيكلية الإدارية للدولة العثمانية في العصر الحديث المبكر.
وقد خدم تقنين القانون العثماني الوضعي (القانون - ḳānūn)، الذي كان لجلال زاده دور كبير في صياغته، في ترسيخ الشرعية الإسلامية للحكم العثماني، تمامًا كما ساهمت مدرسة الفقه "العثماني-الحنفي" التي تولى أمرها شيخ الإسلام في تحقيق هذه الشرعية من الجانب الديني.
ومن خلال مؤلفاته في التاريخ والأخلاق، ساهم جلال زاده مصطفى بشكل حاسم في تطوير مفهوم عثماني للسياسة يقوم على اعتبار الدولة العثمانية قوة عالمية.
وبصفته شاهد عيان، روى الأحداث من منظور عثماني وسنِّي-إسلامي، وقدم وصفًا مباشرًا للصراعات مع:
- ملكية هابسبورغ خلال ما يُعرف بـ الحروب العثمانية الهابسبورغية في المجر في القرن 16،
- وكذلك مع الدولة الصفوية الشيعية الفارسية خلال الحرب العثمانية الصفوية 1532م-1555م.

## أعماله
- فتحنامة رودس (بالتركية: Fetiḥnāme-ı Rodos)‏، كتاب فتح رودس.
  - الطبعة الحديثة: . ISBN:978-605-4326-81-5. {{استشهاد بكتاب}}: الوسيط |title= غير موجود أو فارغ (مساعدة) المحرر : مراد يلديز. كتاب الميزان، اسطنبول 2013، رقم ISBN 978-6-05432681-5 .
- طبقات المماليك وتقسيم الممالك (بالتركية: Tabakâtü'l-Memâlik ve Derecâtü'l-Mesâlik)‏، وكتاب: رقعة المسالك، تاريخ عهد السلطان سليمان القانوني من 1520م إلى 1557م والسلطان سليم الأول.
  - المخطوطات: برلين، مكتبة ولاية بروسيا، المخطوطة أو. الربع الأول من عام 1961؛ فيينا، المكتبة الوطنية HO41؛ اسطنبول، آيا صوفيا 3206، فاتح 4423، مكتبة الجامعة تي واي 5997، Universite Ktph. T.Y. 5997.
  - طبعة الفاكس: بيترا كابيرت (محرر) : تاريخ السلطان سليمان القانوني من 1520م إلى 1557م أو طبعة المماليك ودرجات المسالك - Ḳoca Nişānci جلال زاده مصطفى. شتاينر فيرلاغ، فيسبادن، 1981، ISBN 978-3-515-02911-7 .
- معراج النبوة (بالتركية: Me'aricü'n-Nübüvve)‏، الترجمة التركية لقصة النبي ﷺ بقلم مُعين المسكين (Mu'inü'l-Miskin) في تاريخ الأنبياء.
  - المخطوطات: السليمانية، الفاتح، رقم 4289، Serez، رقم 1813؛Millet Ktp. علي أميري أفندي. رقم 1131.
- مواهب الحلاق في مراتب الأخلاق (بالتركية: Mevâhibü'l-Hallâk fî Merâtibi'l-Ahlâk)‏، تدور حول الأخلاق الإسلامية.
  - المخطوطات: السليمانية، الحميدية، رقم 706؛ جامعة هارفارد، Houghton Library Ms. Turk 29 نسخة رقمية
- أنيس السلاطين و جليس الحواكين (بالتركية: Enîsü's-Selâtîn ve Celîsü'l-Havâkîn)‏
- سليم نامه (Selimnâme)، وصف لخدمات السلطان سليم الأول للدين والدولة العثمانية.
  - الطبعة الحديثة: . ISBN:978-975-428-077-7. {{استشهاد بكتاب}}: الوسيط |title= غير موجود أو فارغ (مساعدة) المحرر : أحمد أوغور، مصطفى خودار. إيزيس، إسطنبول 1995، رقم ISBN 978-975-428-077-7 .

## الأدب
- . ISBN:978-1-107-52988-5. {{استشهاد بكتاب}}: الوسيط |title= غير موجود أو فارغ (مساعدة)
- Mehmet Şakir Yilmaz: „Koca Nişancı“ of kanuni: Celalzade Mustafa Çelebi, bureaucracy and „kanun“ in the reign of Suleyman the Magnificent (1520–1566). Ph.D. dissertation, Bilkent University of Ankara, 2006 (edu.tr [PDF; abgerufen am 4. Oktober 2017]).
- Celālzāde, Muṣṭafā. In: Allgemeines Künstlerlexikon. Die Bildenden Künstler aller Zeiten und Völker (AKL). Band 17, Saur, München u. a. 1997, ISBN 3-598-22757-4, S. 477.